# 坂本素魯哉
坂本 素魯哉（さかもと そろや、1868年11月10日（明治元年9月26日） – 1938年（昭和13年）8月3日）は、日本の銀行家、政治家（衆議院議員）。実弟は、衆議院議員を務めた坂本志魯雄。

## 生涯
1868年、土佐国長岡郡瓶岩村亀岩（現・高知県南国市）出身。1885年、高知師範学院卒業。1893年、大阪の関西法律学校（関西大学の前身）を卒業。1896年、明治法律学校（明治大学の前身）卒業後、日本銀行に入行。台北出張所に赴任し、台湾銀行創設に参画。1905年、彰化銀行設立に伴い、支配人として招聘され、1914年、専務取締役に就任。1920年、第14回衆議院議員総選挙で立憲政友会から高知県第3区に立候補して当選。1921年、台湾総督府評議員に就任。1924年の第15回衆議院議員総選挙では選挙区を高知県第4区（高岡郡）に変更して立候補したが、憲政会の下元鹿之助に敗れた。
後に、彰化銀行頭取に就任した他、様々な企業の役員を務めた。
南国市宍崎の坂本公園に、弟の志魯雄とともに、顕彰記念碑が建立されている。